# Романа Шухевича (станція швидкісного трамвая)
50°29′45″ пн. ш. 30°34′28″ сх. д. / 50.49583° пн. ш. 30.57444° сх. д.
«Романа Шухевича» — станція Лівобережної лінії Київського швидкісного трамвая. Розташована між станціями «Каштанова» та «Райдужний».

## Історія
26 травня 2000 року відбулося відкриття кінцевої станції Лівобережної лінії Київського швидкісного трамвая, якій було присвоєно назву «Ватутіна».
В 2008 році станція отримала нову назву «Генерала Ватутіна».
1 січня 2009 року станція «Генерала Ватутіна» була тимчасово закрита для проведення масштабної реконструкції. Протягом тривалого періоду проводилися роботи з модернізації інфраструктури та обладнання станції.
24 жовтня 2012 року після завершення реконструкції станція «Генерала Ватутіна» знову запрацювала у звичному режимі та стала передостанньою станцією на Лівобережній лінії Київського швидкісного трамвая.
4 січня 2022 року станція перейменована на честь українського військового діяча та Героя України Романа Шухевича.
У січні 2024 року на станції стався обвал сходів південного вестибюлю, у зв'язку з чим всі входи на станцію зачинені, а пасажири можуть зайти на неї лише зі сторони автомобільного заїзду на вулицю Оноре де Бальзака.

## Конструкція
Станція розташована на спеціально збудованому для неї шляхопроводі над проспектом Романа Шухевича. Безпосередньо перед станцією міст розширюється, щоб умістити дві платформи станції. У кінцях обох платформ є східці, якими можна спуститись до проспекту. За краєм платформи міст знову звужується.

До 2012 року за станцією знаходилося кільце для розвороту трамваїв. Після реконструкції лінія була продовжена на одну станцію і розворотне кільце демонтоване. Згодом кільце було знову відновлене.

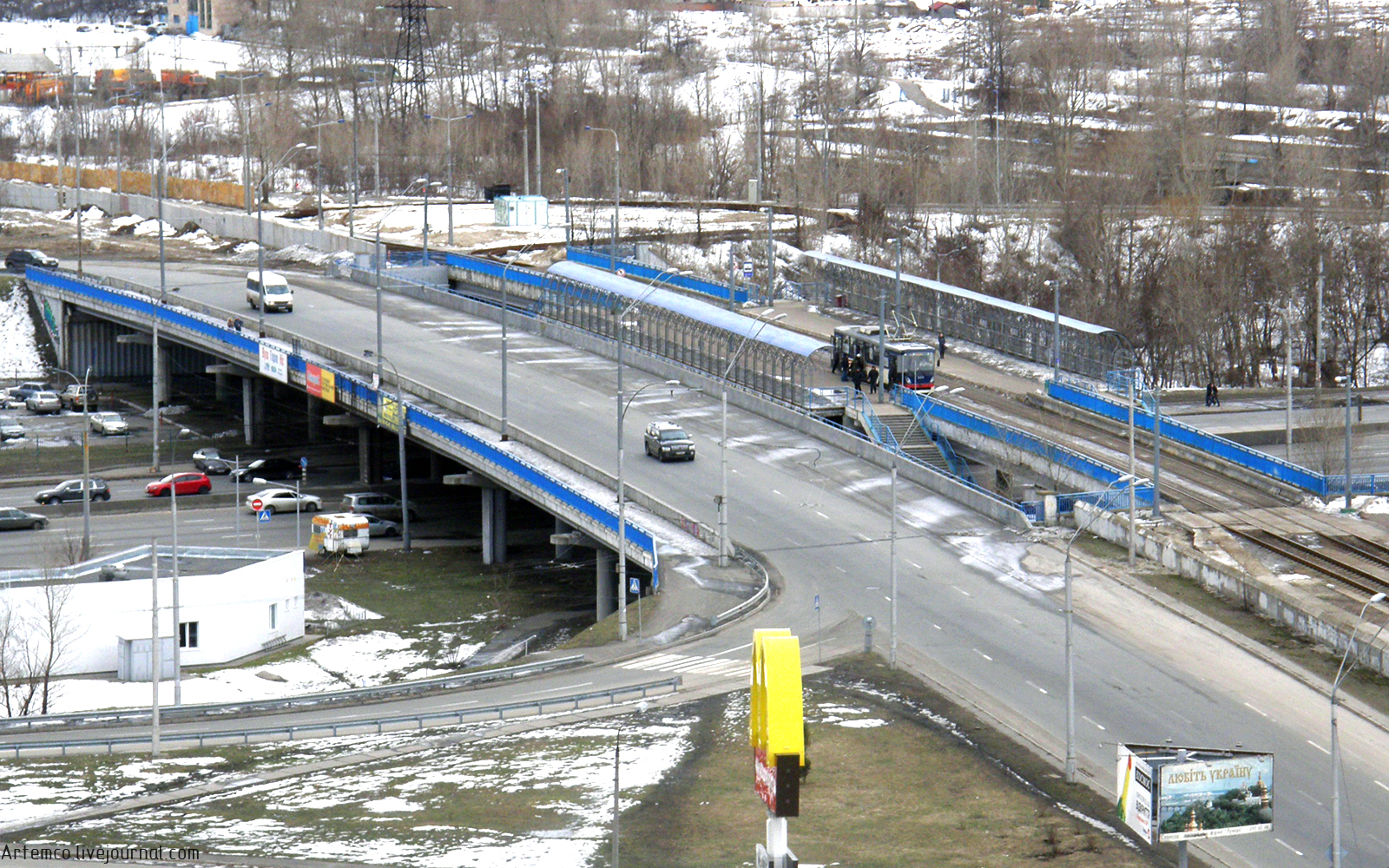
шляхопровід вул. Бальзака над просп. Шухевича